# Иусат
Иусат или Иусасет («величайшая среди тех, кто исходит») — одна из первых богинь в древнеегипетской мифологии. Её также называют «бабушкой всех божеств». Этот эпитет употреблялся без упоминания деда, и возможно, что существовал древний миф, утерянный с течением времени, в котором рассказывалось о рождении божества посредством партеногенеза в регионе, где был культ этой богини (рядом с дельтой Нила). Отождествлялась с богиней Хатхор.

## Отождествление с акацией
Богиня Иусат отождествлялась с акацией, которая считалась деревом жизни. В частности, самым старым деревом на земле считалась акация, находившаяся к северу от города Иуну (по этой причине место, где она росла, считалось местом рождения всех богов). Египтяне верили, что это дерево принадлежало богине Иусат. Акация была известна своей крепостью, выносливостью, лечебными свойствами и съедобными плодами. Многие использовали это дерево как важную сельскохозяйственную культуру.

## В искусстве
В древнеегипетском искусстве Иусат изображали в виде женщины с рогатой короной, с уреем и солнечным диском, укрепленной на платформе модиусе, которая в свою очередь была размещена на золотом чеканном стервятнике (коршуне); в одной руке у богини был анх, а в другой папирусный скипетр уадж. Стервятник был священной птицей для древних египтян и символизировал богиню Нехбет (одна из двух богинь, защищавших Египет), считалось, что он также размножался путём партеногенеза. Возможно, именно отсюда происходили аналогичные представления египтян о материнстве Иусат. Стервятников также считали чрезвычайно хорошими матерями, заботящимися о своём потомстве. Коровьи рога, урей и солнечный диск связывают Иусат с такими богинями, как Бат и Хатхор.
Из-за связи Иусат со стервятником и уреем можно предположить, что она таким образом связывает Верхний и Нижний Египет, так же как и богиня Мут, с которой её также отождествляют.
Хотя происхождение богини до конца не ясно, Иусат появилась довольно рано в египетском пантеоне, что в свою очередь связывает её с первотворением и созданием богов. Многие мифы говорят о том, что Иусат была матерью первого божества и бабушкой всех последующих божеств, наблюдавшей за рождением своих внуков. Она была одним из главных божеств на протяжении всех культурных эпох Египта — персидской, гиксосской, греческой и римской, — вне зависимости от изменений в мифологии египтян.

## Изменения в мифах
Согласно одному из мифов, Иусат и Атум были родителями первых богов Шу и Тефнут. В этом мифе её часто называли его тенью, сестрой или женой. Позже другие богини также стали отождествляться с Атумом, а в одном из вариантов мифа рассказывалось о том, что именно он породил всех божеств, но, как считают учёные, этот вариант был отвергнут многими культурными и религиозными центрами.
В период Древнего царства египтяне верили, что Атум поднимал души фараонов из гробницы к звёздным небесам Ко времени Нового царства произошло слияние мифа об Атуме с пантеоном Ра, которого позже считали творцом и солнечным божеством, так появился его культ. Два тождественных друг другу бога были объединены в единое божество Атум-Ра. После слияния двух божеств Ра рассматривался как полуденное солнце, Атум как вечернее солнце, заходящее на западе (его изображали как старика, опирающегося на посох), а Хепри был утренним солнцем, поднимающимся на востоке.
В более поздние времена богиню Иусат стали отождествлять с Глазом Ра.